# 埃莱姆 (瓦朗谢讷区)
埃莱姆（法語：Hélesmes，法語發音：[elɛm]）是法国上法兰西大区北部省的一个市镇，位于该省东部，属于瓦朗谢讷区。

## 地理
埃莱姆（50°22'10"N, 3°21'29"E）面积7.36 平方千米，位于法国上法蘭西大區北部省，该省份为法国最北部的省份及最长的省份，西北濒北海，西接加来海峡省，南至埃纳省和索姆省，东与比利时接壤。
与埃莱姆接壤的市镇（或旧市镇、城区）包括：阿农、瓦莱尔斯、旺迪尼-阿马日、埃科丹、奥尔南。

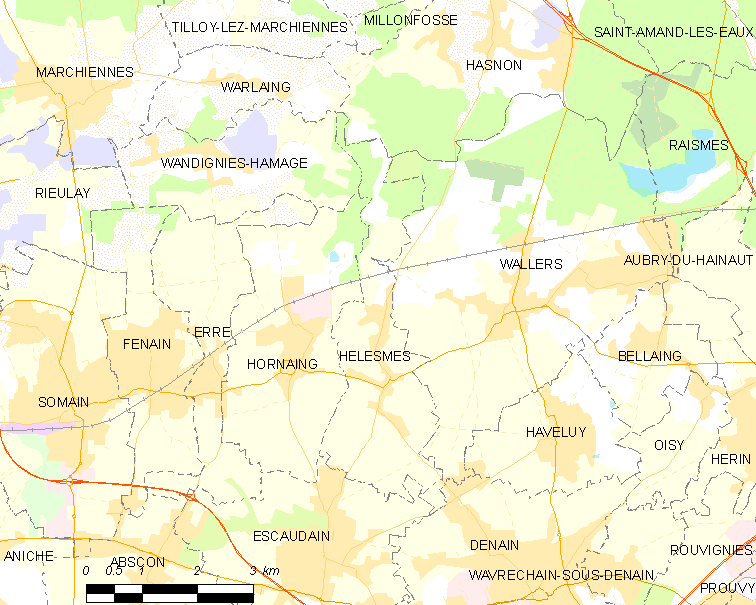
的OSM定位图

埃莱姆的时区为UTC+01:00、UTC+02:00（夏令时）。

## 行政
埃莱姆的邮政编码为59171，INSEE市镇编码为59297。

## 政治
埃莱姆所属的省级选区为圣阿芒莱索县。

## 人口

1962-2008年间人口变化图示

埃莱姆于2022年1月1日时的人口数量为1905人。